# 朱雀家の滅亡
『朱雀家の滅亡』（すざくけのめつぼう）は、三島由紀夫の戯曲。「春」「秋」「夏」「冬」の全4幕から成る。太平洋戦争（大東亜戦争）末期の戦中・戦後2年間の東京を舞台に、堂上華族の侯爵家である「朱雀家」の承勅必謹と崩壊を、大日本帝国の崩壊と重ねて描いた作品である。狂気としての孤忠、滅びとしての忠節を、ギリシア悲劇のエウリピデス『ヘラクレス』を典拠とし、「僭主征伐」を第1幕、「子殺し」を第2幕、「妻殺し」を第3幕、「運命愛（アモール・ファティ）」を第4幕に該当させている。三島の天皇観や戦後世界への違和感が表われている作品でもある。

## 発表経過
1967年（昭和42年）、文芸雑誌『文藝』10月号に掲載され、同年10月25日に河出書房新社より単行本刊行された。初演はそれに先立つ10月13日に劇団NLTにより紀伊國屋ホールで上演された。
翻訳版は佐藤紘彰訳（英題：The Decline and Fall of The Suzaku）で行われている。

## 主題
三島は、〈大御心〉にそおうとして〈陛下〉の寵臣まで殺すという「二・二六事件」を題材に『憂国』『英霊の聲』を書き、〈どこまでも自分を押し通す忠義〉を描いているが、この『朱雀家の滅亡』では、〈何もするな〉という〈陛下の御心〉を察して〈滅びてゆく忠義〉を描いて、一見逆の様相となっている。しかし三島は、その両方とも〈忠義の主観〉であることには変わりないとし、主観でない忠義などあるのかと疑問を呈しつつ、お茶を持って来いと命令され、ハイと持ってくるような単純明快なものなら主君の主観は間違いないが、忠義とはもっと〈形而上的〉で複雑だから、〈結局お察しして忠義を尽くすしかない〉ものだと考察している。
そして『朱雀家の滅亡』においては、受け身の忠誠が、同一化としての忠義に移っていく過程を描いているが、その忠義について三島は次のように語っている。
そのような主題を、ギリシア悲劇のエウリピデス『ヘラクレス』に典拠とし、終戦をはさむ「春」「秋」「夏」「冬」の朱雀侯爵邸を舞台に展開させた『朱雀家の滅亡』は、第1幕を「僭主征伐」、第2幕を「子殺し」、第3幕を「妻殺し」、第4幕を「運命愛（アモール・ファティ）」に該当させている。そしてヘラクレスの狂気に当たるものが、主人公・朱雀経隆の〈孤忠〉であり、女神ヘラに当たるものが、代々朱雀家にまつられている弁財天となっている。三島はこの主題を以下のように解説している。
またこうした作品の骨組みの中に、三島は〈私の好きなあらゆるもの〉を詰め込み、自身のノスタルジーをこっそり塗り込めてあるとしている。

## あらすじ
時代は1944年（昭和19年）春から終戦をはさんで1945年（昭和20年）の冬まで。
第1幕 - 1944年（昭和19年）春。東京の朱雀侯爵邸。庭内には弁財天の社が祀られている。
京都琵琶で代々天皇に仕えてきた堂上華族の名門朱雀侯爵家の当主・朱雀経隆は、専横な振る舞いを続ける田淵首相を天皇のために失脚させたのち、自らも侍従を辞職して帰還し、陰ながら天皇に奉仕する道を選んだ。一方、学習院に通う息子の経広は、海軍予備学校へ志願したことを父・経隆に報告する。
第2幕 - 1944年（昭和19年）秋。朱雀侯爵邸。
経広は自分が赴任する地が、危険な南の島であることを伯父・宍戸光康に知らせる。光康は兄・経隆にそのこと知らせ、経広の赴任地を安全な内地に変えてもらうことを秋山海軍大臣に頼みに行くことを提案する。軍令部総長だった秋山は田淵失脚のおかげで海軍大臣となり、侍従であった経隆に感謝していたのだった。しかし、経隆はだめだと拒否する。女中・おれい（経広の実の母）が説得しても聞き入れない。
経広の南方赴任をめぐるひと悶着のあと、恋人・璃津子が経広の出陣の前に正式に結婚したいと申し出る。代々、朱雀家の正妻が短命なことから自分が経広の身代わりになり、弁天様の嫉妬の対象になろうという心づもりだった。
第3幕 - 1945年（昭和20年）夏。朱雀侯爵邸。
経広は南の島で戦死した。おれいは、息子が死ぬのを黙って見過ごした経隆を激しく非難する。しかし、折からの空襲で、そんなおれいも死んでしまう。
第4幕 - 1945年（昭和20年）冬。弁財天の社だけが残る焼け跡。
すべてを失った焼け跡の敷地内の海の見える高台で朱雀経隆は、死んだ息子を思い、日本帝国の滅亡を悲しみ、天皇の身の上に思いをはせる。やがて、雪が降り出し、弁天社から琵琶の音が響き、十二単を着た璃津子が出て来る。璃津子は経広を死なせた経隆を激しく責め、「滅びなさい」と言い募る。それに対し経隆は、「どうして私が滅びることができる。夙うのむかしに滅んでゐる私が」と言う。

## 登場人物
朱雀経隆（すざくつねたか）
堂上華族の名門朱雀侯爵家・朱雀家の当主。元侍従。天皇の元学友。朱雀家の正妻は早死にする。朱雀家の守り神の弁天様（女神）の嫉妬だといわれている。経隆の正妻も嫁に来て1年で死去。
経広（つねひろ）
経隆の息子。学習院高等科の生徒。父親を尊敬している。海軍に志願し、危険な南の島に赴任。戦死する。
おれい
朱雀家の女中。実は経広の実母。息子・経広を「若様」と呼んでいる。経広が危険な戦地に志願するのを回避させようと画策するが、それが逆に経広の怒りを買う。経広を見殺しにした夫・経隆を戦後になじる。
松永璃津子（まつながりつこ）
経広の恋人。女子学習院の生徒。経広が南の島へ赴任する前の出陣の晩餐で、経広と結婚したいと経隆に申し出る。月明かりの夜に出発する経広と一緒に、花婿花嫁のように夜道に消えてゆく。
宍戸光康（ししどみつやす）
経隆の弟。コネを使って、甥・経広の赴任地を安全な内地に変更してもらうことを提案するが、兄・経隆に拒否される。兄に向って「あなたは静かな気ちがひだ」と言う。

## 作品評価・研究
『朱雀家の滅亡』は、〈天皇〉〈承勅必謹〉〈国体〉をテーマとして扱っている作品として、小説『英霊の聲』とあわせて論究されることが多い作品で、典拠とした『ヘラクレス』との比較論もなされている。千谷道雄は〈孤忠〉という言葉に、三島の「非業の死」が暗示されていたと解説している。
発表当時の評価は、劇評も含めて概ね好評で、新聞評、日沼倫太郎などが、主人公・経隆に焦点を当てて高評価している。否定的なものとしては、山本健吉が、「〈承勅必謹〉の美意識に代わるものを、（三島が）戦後の民主主義の時代に見出していないだけなのだ」と述べ、「小説なら破壊的に作用したかも知れない作者の美意識が、それだけが大きく浮き出している」とし、『サド侯爵夫人』よりも「ふくらみ」に欠けていると評している。
大岡昇平は、主人公・経隆とおれいの対立について、経隆の忠誠は美化されているように見えるが、おれいとの心理的葛藤や、璃津子の呪いによって、その害毒が明確化されており、男女の対立が周到に配置されていると解説している。それとは逆に、奥野健男は、男女の対立については、三島の「女性嫌悪」によって「男性の公的狂気」の台詞に軍配が上げられていると解説している。
池田弘太郎は、作中で語られる〈滅び〉とは、日本的なものが、近代化（西欧化）によって敗北したことであり、『朱雀家の滅亡』は、天皇（非西欧化への最後の防壁）に対する三島の批判の書だと考察している。長尾一雄も、「明晰な日本論」だとし。磯田光一は、経隆の「ストイックな孤絶」を文学の本質だと高評している。大久保典夫や松本鶴雄は、『朱雀家の滅亡』を、三島の反戦後思考の極みであり、戦後世界への違和感の表明だと解説している。
後年では、富岡幸一郎は、「〈自我固執〉を特質としてきた〈日本の近代文学〉のなかで、〈運命〉自体をもつくりあげる自我の極点まで行き着くことで、それを崩壊せしめるという一人二役のヘラクレス的な力業をなした」と解説している。田中美代子は、『朱雀家の滅亡』から、旧約聖書のアブラハムとイサクの逸話が想起されると述べている。
松本徹は、第4幕の経隆の長台詞の中の以下のような一節を引きながら、そこでの呼びかけ〈経広よ〉は、明らかに『英霊の聲』の若い英霊の一員であるとし、「その霊に向かって、元侍従であり、いまなお天皇に忠節を尽くし、自らが流す涙を天皇の涙とも感じている経隆が呼びかけ、経隆は半ば天皇そのひととなって呼びかけている」と解説している。
そして松本は、「おん涙の余瀝の忍び音をきくがよい」という上記の台詞は、そのまま『英霊の聲』の「などてすめろぎは人間となりたまひし」に対する答だとも言えると論考している。
ヒロイン・璃津子（りつこ）を演じた村松英子は、この女学生のヒロインの名が三島の亡き妹の名「美津子」（みつこ）と似ていることから、「この作品は先生のノスタルジーですね」と尋ねてみると、三島は優しく微笑し、「そうだよ。僕のノスタルジーだよ」と回想している。また、三島の戯曲には他にも『美濃子』（1964年）という恋愛劇がある。

## 舞台公演
- 劇団NLT第7回公演
  - 1967年（昭和42年）10月13日 - 29日 東京・紀伊國屋ホール、11月1日 - 3日 大阪・朝日座、11月4日、京都・弥栄会館、
11月5日 - 6日  名古屋・中部日本放送CBCホール、11月26日 神戸国際会館
  - 演出：松浦竹夫。装置・衣裳：織田音也。照明：浅沼貢。音楽：藤井凡大。琵琶演奏：多忠麿。効果：吉田美能留。舞台監督：和久田誠男。制作：三木治
  - 出演：中村伸郎、中山仁、村松英子、南美江、村上冬樹
  - ※ 昭和42年度芸術祭参加。
- 劇団浪曼劇場第9回公演「三島由紀夫追悼公演」
  - 1971年（昭和46年）9月7日 - 14日 東京・朝日ホール、9月25日 - 26日 名古屋・名鉄ホール、
9月27日 - 28日 大阪・毎日ホール、9月29日 京都会館第2ホール
  - 演出：松浦竹夫。装置・衣裳：織田音也。照明：浅沼貢。音楽：藤井凡大。琵琶演奏：多忠麿。効果：吉田美能留。舞台監督：岸田良二。制作：宮前日出夫
  - 出演：中村伸郎、中山仁、村松英子、南美江、村上冬樹、神鳥ひろ子
- 銀座セゾン劇場公演
  - 1987年（昭和62年）9月9日 - 27日 東京・銀座セゾン劇場
  - 演出：出口典雄。装置・衣裳：安部真知。照明：沢田祐二。音響：深川定次。舞台監督：杉本正治。制作：渡辺弘、松井珠美
  - 出演：杉浦直樹、加藤治子、藤真利子、石原良純、滝田裕介、平井美美
- 龍（RYO）プロデュース公演
  - 1995年（平成7年）3月17日 - 18日 東京・ブディストホール
  - 演出：図師田龍
- あうるすぽっと杮落とし公演『朱雀家の滅亡』 
  - 2007年（平成19年）12月4日 - 16日 あうるすぽっと（豊島区立舞台芸術交流センター）
  - 演出：宮田慶子
  - 出演：中山仁、佐久間良子、窪塚俊介、森田彩華、中嶋しゅう
- 【美×劇】―滅びゆくものに託した美意識─ I
  - 2011年（平成23年）9月20日 - 10月10日 東京・新国立劇場
  - 演出：宮田慶子
  - 出演：國村隼、香寿たつき、柴本幸、木村了、近藤芳正

## おもな刊行本
- 『朱雀家の滅亡』（河出書房新社、1967年10月25日） NCID BN05686753
  - 装幀：榛地和。布装。紫色帯。貼函。帯（裏）に「後記」より抜粋の文章。144頁
  - 収録内容：「朱雀家の滅亡」「後記」
  - 目次に赤色刷イラスト（新井勝利、秋山正）
  - ※ 1970年（昭和45年）8月13日発行の2刷で本扉、帯変更。
- 文庫版『F104 英霊の聲/朱雀家の滅亡』（河出文庫、1981年6月4日） 
  - カバー装幀：榛地和、粟津潔。書影など写真4葉。
  - 収録内容：「F104」「英霊の聲」「朱雀家の滅亡」「著者ノートにかえて」（二・二六事件と私（抄）、後記（『朱雀家の滅亡』））
- 新装版『朱雀家の滅亡』（河出書房新社、1987年9月10日）
  - 装幀：菊地信義。紙装。貼函。
  - 帯（表）に「九月銀座セゾン劇場上演」とあり、セゾン劇場公演（1987年9月9日-27日）の出演俳優の写真掲載。
- 文庫版『英霊の聲』（河出文庫・BUNGEI Collection、1990年10月4日）
  - カバー装幀：菊地信義、粟津潔。解説：富岡幸一郎「死の『神学』」
  - 収録内容：「英霊の聲」「F104」「朱雀家の滅亡」「『道義的革命』の論理――磯部一等主計の遺稿について」「二・二六事件と私（抄）」「後記（『朱雀家の滅亡』）」
- 文庫版『サド侯爵夫人/朱雀家の滅亡』（河出文庫、2005年12月10日）
  - カバー装幀：榛地和、佐々木暁。カバー装画：秋山正＋F・ブーシェ“ポンパドゥール夫人”-1756年。
  - 解説：藤田三男「『幕切れ』のせりふ」
  - 収録内容：「序・サド侯爵の真の顔」（澁澤龍彦）、「サド侯爵夫人」「跋（『サド侯爵夫人』）」「朱雀家の滅亡」「後記（『朱雀家の滅亡』）」
- 英文版『My Friend Hitler and Other Plays』（訳：佐藤紘彰）（Columbia University Press、2002年11月15日。他）
  - 収録作品：鹿鳴館（The Rokumeikan）、楽屋で書かれた演劇論（Backstage Essays）、朱雀家の滅亡（The Decline and Fall of The Suzaku）、わが友ヒットラー（My Friend Hitler）、癩王のテラス（The Terrace of The Leper King）、悪の華（The Flower of Evel： Kabuki）、椿説弓張月（A Wonder Tale： The Moonbow）

### 全集収録
- 『三島由紀夫全集23（戯曲IV）』（新潮社、1974年11月25日）
  - 装幀：杉山寧。四六判。背革紙継ぎ装。貼函。
  - 月報：松浦竹夫「雪翁はもういない」。《評伝・三島由紀夫 19》佐伯彰一「伝記と評伝（その10）」。《同時代評から 19》虫明亜呂無「『サド侯爵夫人』をめぐって」
  - 収録作品：「源氏供養」「喜びの琴」「美濃子」「恋の帆影」「サド侯爵夫人」「憂国」「アラビアン・ナイト」「朱雀家の滅亡」「ミランダ」「わが友ヒットラー」
  - ※ 同一内容で豪華限定版（装幀：杉山寧。総革装。天金。緑革貼函。段ボール夫婦外函。A5変型版。本文2色刷）が1,000部あり。
- 『三島由紀夫戯曲全集 下巻』（新潮社、1990年9月10日）
  - 四六判。2段組。布装。セット機械函。
  - 収録作品：「熊野」「女は占領されない」「熱帯樹」「プロゼルピーナ」「弱法師」「十日の菊」「黒蜥蜴」「源氏供養」「喜びの琴」「美濃子」「恋の帆影」「聖セバスチャンの殉教」「サド侯爵夫人」「憂国」「アラビアン・ナイト」「朱雀家の滅亡」「ミランダ」「わが友ヒットラー」「癩王のテラス」「椿説弓張月」「文楽 椿説弓張月」「附子」「LONG AFTER LOVE」〔初演一覧〕
  - ※ 上巻と2冊組での刊行。
- 『決定版 三島由紀夫全集24巻 戯曲4』（新潮社、2002年11月8日）
  - 装幀：新潮社装幀室。装画：柄澤齊。四六判。貼函。布クロス装。丸背。箔押し2色。
  - 月報：立松和平「厳粛なる快楽」、斎藤康一「ファインダーの中の三島さん」、〔天球儀としての劇場4〕田中美代子「政治劇のあとに」
  - 収録作品：「喜びの琴」「美濃子」「恋の帆影」「サド侯爵夫人」「撮影台本 憂国」「アラビアン・ナイト」「朱雀家の滅亡」「ミランダ」「わが友ヒットラー」「『喜びの琴』創作ノート」「『美濃子』創作ノート」「『恋の帆影』創作ノート」「『アラビアン・ナイト』創作ノート」「『朱雀家の滅亡』創作ノート」「『ミランダ』創作ノート」